# الإيرانيون في ألمانيا
يشمل الإيرانيون في ألمانيا مهاجرين من إيران إلى ألمانيا بالإضافة ذوي الاصول الإيرانية. يُشار إلى الإيرانيين في ألمانيا بمصطلحات مختلفة مثل الإيرانيين الألمان أو فرس ألمانية. يمكن العثور على مصطلحات مماثلة في وسائل الإعلام الألمانية. في عام 2021 ، قدر المكتب الفدرالي للإحصاء في ألمانيا أن هناك 272الف شخص من أصول إيرانية يعيشون في ألمانيا.

## متعددي الجنسية
حالياً، يتمتع معظم الإيرانيين الألمان بالجنسية الألمانية والإيرانية (جنسية متعددة). لا تسقط إيران جنسية مواطنيها أبدا تقريبا (انظر المادة 989 من القانون المدني الايراني)، الذي يورث الجنسية من الأب (أو النسب). ينظم الاتفاق الألماني الإيراني الذي لا يزال قائما من 1929 لتجنيس ، فوفق البرتكول الثاني  يجب موافقة الحكومة الايرانية شريطة تجنيس مواطنيها.

## مشاهير إيرانيين
تضم القائمة ادناه  اسماء مشاهير يحملون الجنسية الإيرانية أو إيراني المولد ويعيشون في ألمانيا.

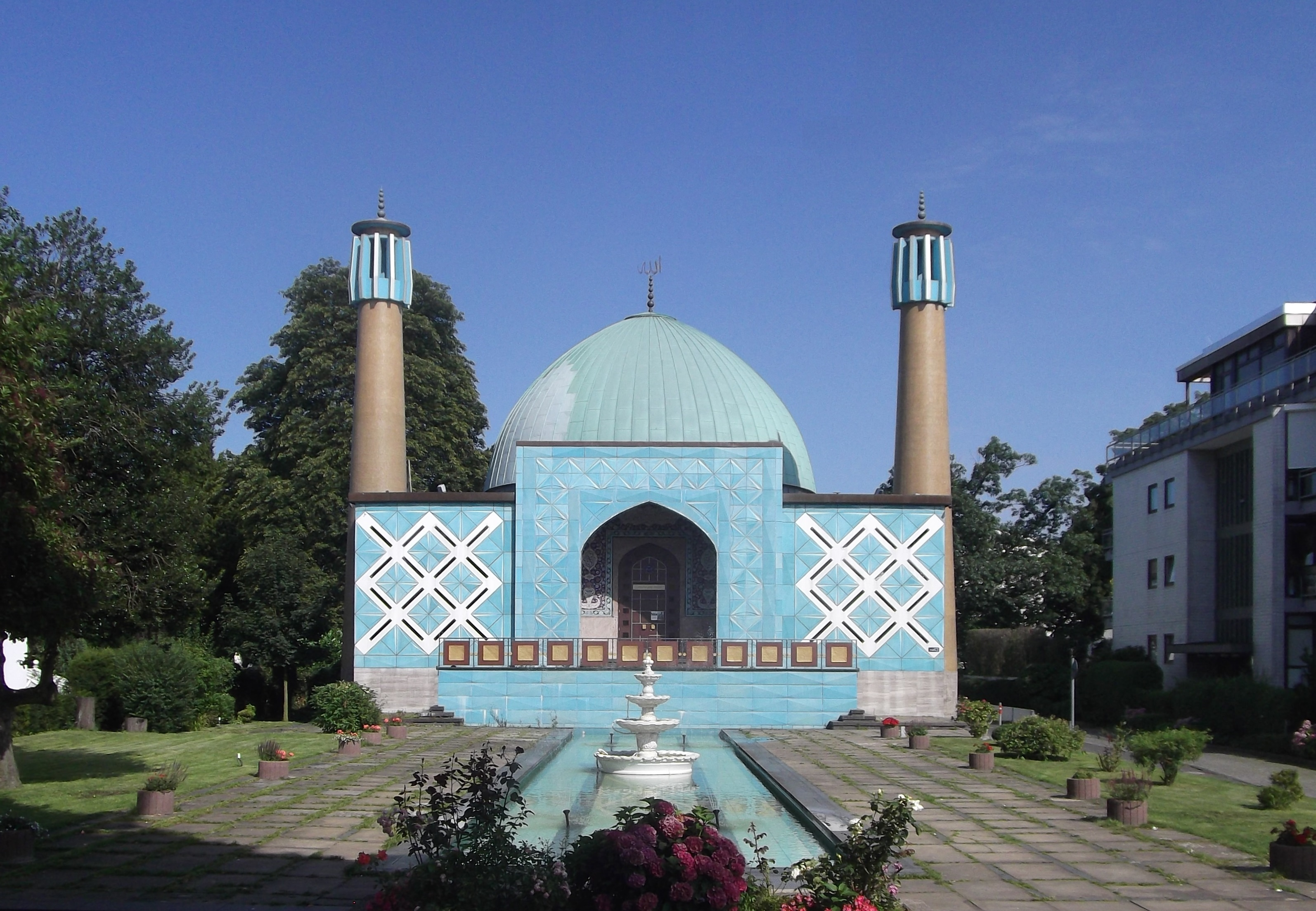
مركز هامبورغ الإسلامي (مسجد الإمام علي)

### العلماء
- مجيد سميعي
- نصرت المزيديان
- کاظم صادق‌ زاده

### الفنانين

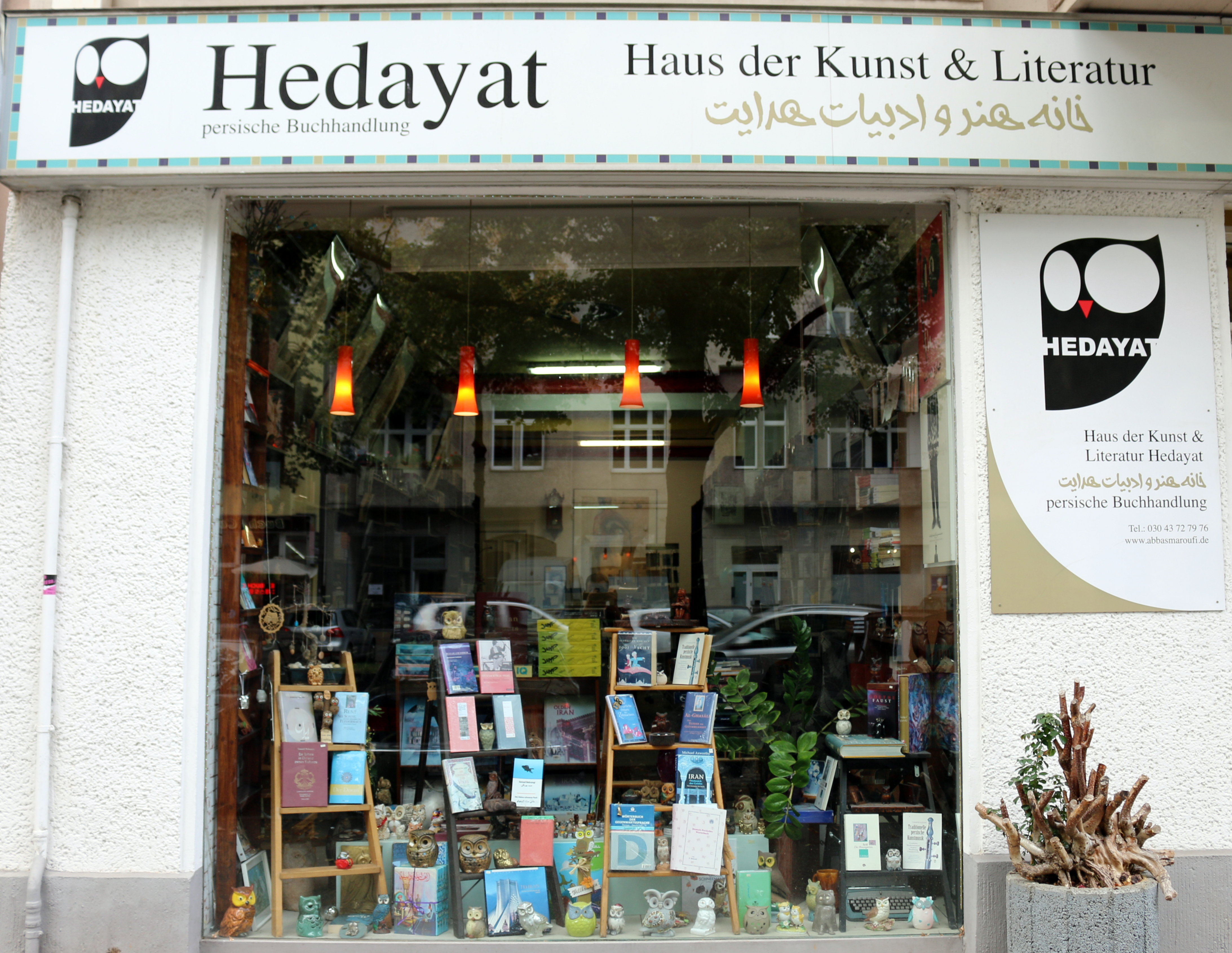
مكتبة هدايت في برلين

- هوشنغ ابتهاج
- نافيد اخوان
- اکبر بهکلام
- نيلوفر بيضائي
- فریدون فرخزاد
- یاسمین طباطبائي
- داریوش شکوف
- نوید کرماني
- اردلان سرفراز
- محمود بهرازنیا
- محمد خلخالیان[13]
- بكاه فريدوني
- شاهین نجفي
- فريدون فرخزاد
- رامین جوادي
- مهرزاد مرعشي
- مریم أخوندي
- مانیکا جلیلي
- سیما بینا
- أفشين جعفري
- سوغند سهیلي
- بابك جهانبخش

### رجال الاعمال
- ألکسیوس ساندرمني

### الكتاب
- عباس معروفي

### السياسين
- سارا فاجنكنيشت
- أوميد نوريبور
- بهرام أبتین

### الرياضين
- ليلى وزيري
- أشكان ديجاكاه
- دانييل دافاري
- فریدون زندي
- شروین رجبعلي فردي
- بدري لطیف
- باتریك بابومیان
- امیر شابورزاده
- بابك رفعتي
- ألکساندر نوري
- مهدي مهدويکیا
- کیمیا علي زاده

### رد فعل الشخصيات الإيرانية معروفة في ألمانيا على مقتل مهسا أميني
رد فنانون ورياضيون إيرانيون في ألمانيا على الاحتجاجات على مقتل مهسا أميني. وردت شخصيات من بينها أنيسة أماني وياسمين طباطبائي وسوغاند سهيلي ومهدي مهدوي ومحمد خلخالان وكيميا علي زاده وشاهين نجفي على الاحتجاجات ضد  النظام الإيراني

### أخرون
- عابد ناصري (یوتیوبر)
- ثریا اسفندیاري
- میشل عبداللهی
- شيرمين شاهريفار